# Mustasaari (ö i Finland, Norra Österbotten, Nivala-Haapajärvi, lat 63,61, long 26,00)
Mustasaari är en ö i Finland. Den ligger i sjön Pyhäjärvi och i kommunen Pyhäjärvi i den ekonomiska regionen  Nivala-Haapajärvi ekonomiska region  och landskapet Norra Österbotten, i den centrala delen av landet, 400 km norr om huvudstaden Helsingfors. Öns area är 8,8 hektar och dess största längd är 450 meter i sydöst-nordvästlig riktning.